# Apeadero de Ferradosa
El Apeadero de Ferradosa es una plataforma ferroviaria de la Línea del Duero, que sirve a la localidad de Ferradosa, en el ayuntamiento de São João da Pesqueira, en Portugal; sustituye a la antigua Estación de Ferradosa, que fue cerrada cuando el trazado de la línea férrea fue alterado, debido a la construcción de la Presa de Valeira.